# Ujazd (Kamieniec)
Ujazd ist ein Dorf in der Woiwodschaft Großpolen, im Powiat Grodziski, in der Gemeinde Kamieniec. Der Ort wurde 1280 das erste Mal schriftlich erwähnt und gehörte damals dem Kloster Obra. Seit 1660 bis Ende des 18. Jahrhunderts gehörte das Landgut der Familie Rogaliński, dann bis zum Zweiten Weltkrieg der Familie Żółtowski. In der Zwischenkriegszeit war Ujazd durch ein Gestüt der Vollblutaraber bekannt. Das im Jahre 1766 erbaute und später durch Familie Żółtowski umgebaute Herrenhaus blieb bis heute erhalten.

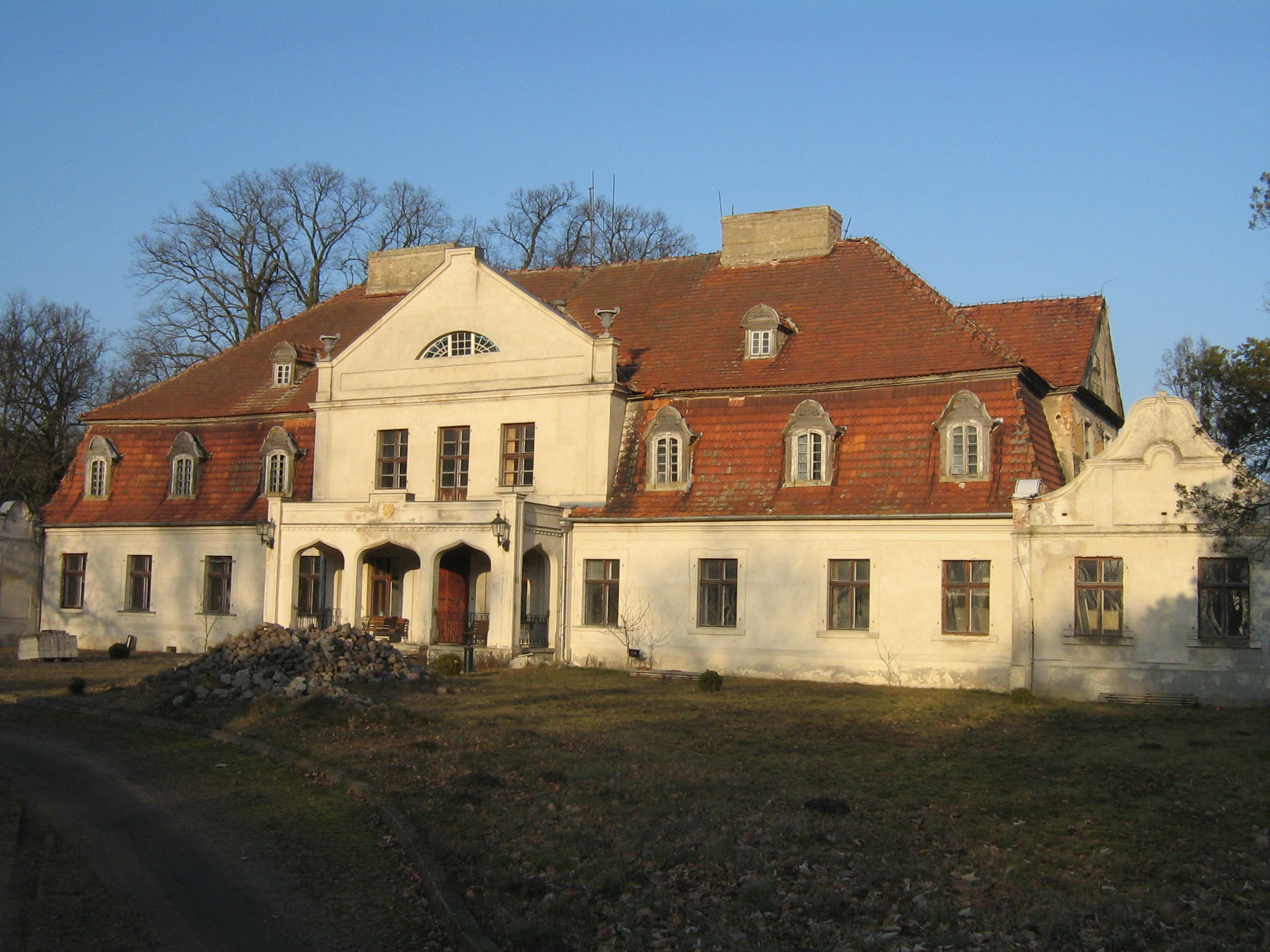
Herrenhaus in Ujazd (2015)